# سوزان کارن
سوزان کارن (۲۱ مارس ۱۹۱۲–۲۷ اوت ۲۰۰۴) یک هنرپیشه و رقصنده فیلم‌های درجه B آمریکایی بود که در ژانرهای فیلم‌های ترسناک، وسترن، کمدی و عاشقانه دهه ۱۹۳۰ و ۱۹۴۰ بازی کرد.
او در ۲۱ مارس ۱۹۱۲ در بروکلین، نیویورک به دنیا آمد و هم‌اکنون نیز اهل نیویورک است. کارن در دبیرستان اراسموس هال و کالج هانتر پیش از امضای قرارداد توسط استودیوهای قرن بیستم در سپتامبر ۱۹۳۳ حضور یافت. در سال ۱۹۳۱، او برنده مسابقه پرش ارتفاع در یک مسابقه مدارس شهر نیویورک شد. والدین او اجازه شرکت در بازی‌های المپیک را به او ندادند. او پروانه‌ها را به عنوان سرگرمی جمع‌آوری می‌کرد و چندین کتاب پر از حشرات داشت.
در ۲۷ اوت ۲۰۰۴، کارن بر اثر ذات الریه در خانه بازیگران لیلیان بوث در انگلوود، نیوجرسی، در ۹۲ سالگی درگذشت.